# Fruitig Bierreke
Fruitig Bierreke is een Belgisch bier. Het wordt gebrouwen door Brouwerij DijkWaert te Herentals.

## Achtergrond
De naam van de brouwerij komt van de familienamen van de eigenaars: het echtpaar Carine Van Dyck (vandaar “Dijk”) en de uit Nederland afkomstige Hans Wierts (in het Duits “Wirt”, wat waard betekent; dit werd omgezet in “Waert”). De brouwerij startte officieel op 7 april 2010.
 Fruitig Bierreke wordt gemaakt sinds 16 juli 2011. Oorspronkelijk was het een roodbruin fruitbier (30 EBC) op basis van krieken. Het had een alcoholpercentage van 8,2% en een bitterheid van 25 EBU. Deze versie werd ongeveer een jaar geproduceerd. Sinds 26 juli 2012 wordt een ander recept gehanteerd: het bier wordt gebrouwen op basis van lambiek en het alcoholpercentage werd verlaagd.

## Het bier
Fruitig Bierreke is een roodbruin fruitbier van hoge gisting met een alcoholpercentage van 6%. Het is gemaakt met echte krieken, braambessen, frambozen, zwarte bessen, rode bessen en bosbessen; het smaakt niet zoet. Het wordt verkocht in flessen van 75 cl.